# 232868 Salmasylla
232868 Salmasylla è un asteroide della fascia principale. Scoperto nel 2004, presenta un'orbita caratterizzata da un semiasse maggiore pari a 2,628914 UA e da un'eccentricità di 0,057322, inclinata di 4,541419° rispetto all'eclittica.
È dedicato a Salma Sylla, primo astrofisico senegalese.